# Honda Crosstour
La Honda Crosstour (chiamata inizialmente Accord Crosstour) è un'autovettura prodotta dalla casa automobilistica giapponese Honda dal 2009 al 2015.
Le vendite sono iniziate nel novembre 2009 e sono state interrotte nel 2016 a causa del calo delle vendite.
Nel 2013 la vettura è stata sottoposta ad un restyling, presentato in anteprima sotto forma di concept car al New York International Auto Show il 4 aprile 2012. L'interno è stato ridisegnato ed è arrivato un nuovo motore siglato J35Y1 V6 più potente ed efficiente in termini di consumo di accoppiato a un automatico a 6 marce che sostituisce il precedente J35Z2 V6 dotato del automatico a 5 marce.

## Motorizzazioni
- 2,4 litri K24A L4
- 3,0 litri J30A5 V6 (solo Cina)
- 3,5 litri J35Z2 V6 (2010-12)
- 3,5 litri J35Y1 V6 (2013-15)